# 2008-as sakkolimpia
A 38. nyílt és 23. női sakkolimpia svájci rendszerű csapatverseny volt, amely a németországi Drezdában zajlott november 13. és november 25. közt, 11 fordulóban, nyílt és női kategóriában.
A megnyitó november 11-én került sor. Az első fordulóhoz a rendezők 1050 sakktáblán 33 600 sakkfigurát állítottak fel.
A 38. sakkolimpián 146 csapat 729 fővel vett részt a nyílt versenyen, köztük 243 nemzetközi nagymester és 132 nemzetközi mester. A női versenyen rekordszámú, 111 csapat indult 548 fővel, köztük 9 nemzetközi nagymester, 41 nemzetközi mester, 64 női nemzetközi nagymester és 85 női nemzetközi mester. A világ 2700-nál több Élő-ponttal rendelkező 32 játékosából 28-an részt vettek az eseményen.

## Szabályváltozások
A rendezők több ponton változtattak a játékmenet és értékelés szabályain.
A csapatok négy alapjátékosból és egy tartalékból állhatnak. (Korábban a nyílt olimpiákon a négy alapjátékos mellett két, a női versenyen három alapjátékos mellett egy tartalék játékos szerepelhetett.) A csapatok számára a futballhoz hasonló meccspontozást vezette be, ahelyett, hogy az egyéni pontszámokat összeadnák. A nyert csapatmeccs 2, a döntetlen 1, az elvesztett meccs 0 pontot ér. Holtverseny esetén elsődlegesen a deducted (levont) Sonneborn–Berger-számítást vették figyelembe. Ha ez is egyenlőnek bizonyult, akkor a játékosok által elért egyéni eredmények szerinti pontszámot vették alapul.
Az egyes játszmákban a játékosoknak fejenként 90 perc állt rendelkezésre 40 lépés megtételére, majd még 30 percet kaptak a játszma teljes befejezéséig úgy, hogy az első lépéstől kezdve lépésenként még 30 másodperc többletidőt kaptak. A küzdőszellem javítása érdekében vezették be azt az újítást, hogy az olimpián a 30. lépésig nem lehet döntetlent ajánlani.

## A csapatok
A papírforma szerint a nyílt olimpián a legesélyesebb az átlag 2756 Élő-pontszámú Oroszország volt, (Vlagyimir Kramnyik, Peter Szvidler, Alekszandr Griscsuk, Alekszandr Morozevics, Dmitrij Jakovenko). Őket követte Ukrajna (2729), Kína (2714), Azerbajdzsán (2709) és Magyarország (2692). Ehhez képest az oroszok csak ötödikek, az ukránok negyedikek, a kínaiak hetedikek lettek. A győztes örmény csapat a versenyen a 9. kiemelt volt 2677-es átlag Élő-pontszámmal, az ezüstérmes Izrael a 8. (2682), a bronzot elnyerő amerikaiak pedig a 10. helyen voltak kiemelve (2673).
A női olimpián győztes grúz csapat a 4. kiemelt volt (Oroszország, Ukrajna és Kína után).

## Az eredmények összefoglalása
A férfiakat és nőket egyaránt felvonultató nyílt szekciót Örményország nyerte 19 ponttal (kilenc győzelem, egy döntetlen és egy vereség) a 18 pontos Izrael (+8 =2 -1) és a 17 pontos Egyesült Államok (+8 =1 -2) után. A győztes örmény csapat tagjai: Levon Aronján, Vladimir Hakobján, Gabriel Szargiszjan, Tigran Petroszján és Artasesz Minaszjan, a csapatkapitány Arsak Petroszján volt.
A női bajnokságot Grúzia nyerte (+8 =2 -1) Ukrajna (+7 =4 -0) és az Egyesült Államok (+8 =1 -2) előtt. A grúz csapat tagjai: Maia Csiburdanidze, Nana Dzagnidze, Lela Dzsavakisvili, Maja Lomineisvili és Szopiko Kukasvili, a csapatkapitány Nino Gurieli.
Magyarország a nyílt bajnokságban 8. helyet (+7 =2 -2), a női bajnokságban 14. helyet (+6 =2 -3) szerzett. (A 2006-os sakkolimpián Torinóban mindkét magyar csapat 5. helyet ért el.) A nyílt bajnokságban szerepelt magyar csapat kapitánya Pintér József volt, a női csapaté Horváth József.
Az egyéni eredményeket tekintve Magyarország mégsem maradt le a dobogóról. Lékó Péter a versenyen elért Élő-pont teljesítményt tekintve a torna második helyet szerezte meg, 2834 ponttal, az örmény Gabriel Szargiszjan (2869) mögött és az izraeli Borisz Gelfand (2833) előtt. Az első táblán játszók fődíját Lékó vitte el, a harmadik táblán Almási Zoltán az 5., az ötödik (tartalék) táblán Berkes Ferenc a 3. helyet érte el. A nők közt Mádl Ildikó a harmadik táblán 3. lett.

## A nyílt verseny

### A verseny végeredménye
| H. | Ország                    | CsP | dSB   | EP  | + | = | - |
| -- | ------------------------- | --- | ----- | --- | - | - | - |
| 1  | Örményország              | 19  | 400,5 | 31  | 9 | 1 | 1 |
| 2  | Izrael                    | 18  | 377,5 | 28  | 8 | 2 | 1 |
| 3  | Amerikai Egyesült Államok | 17  | 362,0 | 29  | 8 | 1 | 2 |
| 4  | Ukrajna                   | 17  | 348,5 | 25½ | 7 | 3 | 1 |
| 5  | Oroszország               | 16  | 375,0 | 27  | 7 | 2 | 2 |
| 6  | Azerbajdzsán              | 16  | 359,5 | 29  | 7 | 2 | 2 |
| 7  | Kína                      | 16  | 357,5 | 27  | 7 | 2 | 2 |
| 8  | Magyarország              | 16  | 341,5 | 27½ | 7 | 2 | 2 |
| 9  | Vietnám                   | 16  | 340,0 | 29  | 7 | 2 | 2 |
| 10 | Spanyolország             | 16  | 337,5 | 27½ | 7 | 2 | 2 |

### Egyéni érmesek
Egyénileg táblánként a három legjobb teljesítményértéket elért játékos kapott érmet.

#### Első tábla
|           | Versenyző        | Ország       | Telj.érték |
| --------- | ---------------- | ------------ | ---------- |
| Aranyérem | Lékó Péter       | Magyarország | 2834       |
| Ezüstérem | Borisz Gelfand   | Izrael       | 2833       |
| Bronzérem | Veszelin Topalov | Bulgária     | 2821       |

#### Második tábla
|           | Versenyző              | Ország        | Telj.érték |
| --------- | ---------------------- | ------------- | ---------- |
| Aranyérem | Vladimir Hakobján      | Örményország  | 2813       |
| Ezüstérem | Francisco Vallejo Pons | Spanyolország | 2807       |
| Bronzérem | Vasilios Kotronias     | Görögország   | 2781       |

#### Harmadik tábla
|           | Versenyző             | Ország       | Telj.érték |
| --------- | --------------------- | ------------ | ---------- |
| Aranyérem | Gabriel Szargiszjan   | Örményország | 2869       |
| Ezüstérem | Vugar Gashimov        | Azerbajdzsán | 2765       |
| Bronzérem | Tiger Hillarp Persson | Svédország   | 2762       |

#### Negyedik tábla
|           | Versenyző          | Ország      | Telj.érték |
| --------- | ------------------ | ----------- | ---------- |
| Aranyérem | Dragiša Blagojević | Montenegró  | 2792       |
| Ezüstérem | Alexander Delchev  | Bulgária    | 2788       |
| Bronzérem | Daniel Fridman     | Németország | 2741       |

#### Ötödik játékos (tartalék)
|           | Versenyző         | Ország       | Telj.érték |
| --------- | ----------------- | ------------ | ---------- |
| Aranyérem | Dmitrij Jakovenko | Oroszország  | 2794       |
| Ezüstérem | Maxim Rodshtein   | Izrael       | 2776       |
| Bronzérem | Berkes Ferenc     | Magyarország | 2696       |

### A magyar eredmények
| Forduló                            | Ellenfél                           | Lékó Péter 2737      | Lékó Péter 2737 | Polgár Judit 2698     | Polgár Judit 2698 | Almási Zoltán 2713   | Almási Zoltán 2713 | Balogh Csaba 2668  | Balogh Csaba 2668 | Berkes Ferenc 2685        | Berkes Ferenc 2685 | Pont |
| ---------------------------------- | ---------------------------------- | -------------------- | --------------- | --------------------- | ----------------- | -------------------- | ------------------ | ------------------ | ----------------- | ------------------------- | ------------------ | ---- |
| 1                                  | Irán                               |                      |                 | Ghaem Maghami 2599    | ½                 | Moradiabadi 2499     | ½                  | Bagheri 2490       | ½                 | Mahjoob 2507              | ½                  | 2    |
| 2                                  | Lettország                         | Miezis 2557          | 1               | Svešņikovs 2525       | 1                 | Lanka 2491           | ½                  | Samoļins 2444      | ½                 |                           |                    | 3    |
| 3                                  | Csehország                         | Navara 2633          | 1               | Láznička 2591         | ½                 | Babula 2608          | 1                  |                    |                   | Štoček 2578               | 1                  | 3½   |
| 4                                  | Románia                            | Nisipeanu 2684       | ½               | Istrătescu 2633       | ½                 | Pârligras 2611       | 1                  |                    |                   | Lupulescu 2594            | 1                  | 3    |
| 5                                  | Ukrajna                            | Vaszil Ivancsuk 2786 | 0               | Szergej Karjakin 2730 | 0                 | Pavel Eljanov 2720   | 1                  | Volokytin 2659     | ½                 |                           |                    | 1½   |
| 6                                  | Kolumbia                           | Cuartas 2489         | 1               | Escobar Forero 2482   | 0                 |                      |                    | Barrientos 2450    | ½                 | Uribe 2414                | 1                  | 2½   |
| 7                                  | Amerikai Egyesült Államok          | Gata Kamsky 2729     | ½               |                       |                   | Nakamura Hikaru 2704 | ½                  | Onischuk 2644      | 0                 | Shulman 2616              | ½                  | 1½   |
| 8                                  | Olaszország                        | Fabiano Caruana 2640 | 1               | Godena 2517           | 0                 | Brunello 2455        | 1                  |                    |                   | Rombaldoni 2436           | 1                  | 3    |
| 9                                  | Kuba                               | Domínguez L. 2719    | ½               |                       |                   | Bruzón Bautista 2623 | ½                  | Quezada Pérez 2580 | ½                 | Hernández Carmenates 2580 | ½                  | 2    |
| 10                                 | Svájc                              | Viktor Korcsnoj 2584 | 1               |                       |                   | Pelletier 2557       | 1                  | Jenni 2543         | ½                 | Gallagher 2480            | ½                  | 3    |
| 11                                 | Fehéroroszország                   | Zhigalko Sz. 2592    | 1               | Alexandrov 2617       | 1                 | Fedorov 2584         | 0                  |                    |                   | Zhigalko A. 2568          | ½                  | 2½   |
| Szerzett pontszám (Játszmák száma) | Szerzett pontszám (Játszmák száma) | 7½ (10)              | 7½ (10)         | 3½ (8)                | 3½ (8)            | 7 (10)               | 7 (10)             | 3 (7)              | 3 (7)             | 6½ (9)                    | 6½ (9)             |      |
| Teljesítményérték                  | Teljesítményérték                  | 2834                 | 2834            | 2544                  | 2544              | 2734                 | 2734               | 2494               | 2494              | 2696                      | 2696               |      |

## A női verseny

### A női verseny végeredménye
Az első 10 helyezett:
| H. | Ország                    | CsP | dSB   | EP  | + | = | - |
| -- | ------------------------- | --- | ----- | --- | - | - | - |
| 1  | Grúzia                    | 18  | 411,5 | 31  | 8 | 2 | 1 |
| 2  | Ukrajna                   | 18  | 406,5 | 30  | 7 | 4 | 0 |
| 3  | Amerikai Egyesült Államok | 17  | 390,5 | 30½ | 8 | 1 | 2 |
| 4  | Oroszország               | 17  | 367,0 | 29½ | 7 | 3 | 1 |
| 5  | Lengyelország             | 17  | 364,5 | 27½ | 8 | 1 | 2 |
| 6  | Örményország              | 16  | 353,0 | 28  | 8 | 0 | 3 |
| 7  | Szerbia                   | 16  | 318,5 | 26½ | 7 | 2 | 2 |
| 8  | Kína                      | 15  | 392,5 | 27½ | 6 | 3 | 2 |
| 9  | Izrael                    | 15  | 325,0 | 27½ | 6 | 3 | 2 |
| 10 | Fehéroroszország          | 15  | 317,5 | 29½ | 6 | 3 | 2 |
|    | …                         |     |       |     |   |   |   |
| 14 | Magyarország              | 14  | 321,0 | 26½ | 6 | 2 | 3 |

### Egyéni érmesek
Egyénileg táblánként a három legjobb teljesítményértéket elért játékos kapott érmet.

#### Első tábla
|           | Versenyző             | Ország  | Telj.érték |
| --------- | --------------------- | ------- | ---------- |
| Aranyérem | Maia Csiburdanidze    | Grúzia  | 2715       |
| Ezüstérem | Martha Fierro Baquero | Ecuador | 2613       |
| Bronzérem | Hou Ji-fan            | Kína    | 2563       |

#### Második tábla
|           | Versenyző       | Ország                    | Telj.érték |
| --------- | --------------- | ------------------------- | ---------- |
| Aranyérem | Anna Zatonskih  | Amerikai Egyesült Államok | 2571       |
| Ezüstérem | Natalia Zhukova | Ukrajna                   | 2553       |
| Bronzérem | Lilit Mkrtchian | Örményország              | 2549       |

#### Harmadik tábla
|           | Versenyző            | Ország                    | Telj.érték |
| --------- | -------------------- | ------------------------- | ---------- |
| Aranyérem | Nagyezsda Koszinceva | Oroszország               | 2591       |
| Ezüstérem | Rusudan Goletiani    | Amerikai Egyesült Államok | 2542       |
| Bronzérem | Mádl Ildikó          | Magyarország              | 2464       |

#### Negyedik játékos
|           | Versenyző              | Ország        | Telj.érték |
| --------- | ---------------------- | ------------- | ---------- |
| Aranyérem | Joanna Majdan          | Lengyelország | 2621       |
| Ezüstérem | Oleini Linares Nápoles | Kuba          | 2530       |
| Bronzérem | Maia Lomineishvili     | Grúzia        | 2432       |

#### Ötödik játékos (tartalék)
|           | Versenyző         | Ország  | Telj.érték |
| --------- | ----------------- | ------- | ---------- |
| Aranyérem | Natalia Zdebskaya | Ukrajna | 2528       |
| Ezüstérem | Mary Ann Gomes    | India   | 2437       |
| Bronzérem | Alina Moţoc       | Románia | 2393       |

### A magyar eredmények
| Forduló                            | Ellenfél                           | Hoang Thanh Trang 2483      | Hoang Thanh Trang 2483 | Vajda Szidónia 2380      | Vajda Szidónia 2380 | Mádl Ildikó 2376          | Mádl Ildikó 2376 | Rudolf Anna 2318        | Rudolf Anna 2318 | Schneider Veronika 2315 | Schneider Veronika 2315 | Pont |
| ---------------------------------- | ---------------------------------- | --------------------------- | ---------------------- | ------------------------ | ------------------- | ------------------------- | ---------------- | ----------------------- | ---------------- | ----------------------- | ----------------------- | ---- |
| 1                                  | Kazahsztán                         | Dauletova 2253              | 1                      |                          |                     | Sergeeva 2325             | 1                | Nakhbaeva 2201          | 1                | Rysbaeva 2180           | ½                       | 3½   |
| 2                                  | Spanyolország                      | Calzetta Ruiz 2328          | ½                      | Parés Vives 2299         | 1                   | Vega Gutiérrez 2278       | 1                | Llaneza Vega 2246       | 1                |                         |                         | 3½   |
| 3                                  | Venezuela                          | Sánchez Castillo 2206       | 1                      | Ubaldo Suárez 2089       | 1                   | Han Wong 2098             | 1                | Hernández Graterol 2039 | 1                |                         |                         | 4    |
| 4                                  | Grúzia                             | Maia Csiburdanidze 2489     | ½                      | Nana Dzagnidze 2503      | 1                   | Javakhishvili 2473        | ½                | Lomineishvili 2437      | 0                |                         |                         | 2    |
| 5                                  | India                              | Tania 2425                  | ½                      | Mohota 2311              | 1                   | Swathi 2320               | ½                |                         |                  | Gomes 2298              | ½                       | 2½   |
| 6                                  | Kína                               | Hou Ji-fan 2578             | ½                      | Csao Hszüe 2518          | ½                   | Sen Jang 2450             | ½                | Than Zhongyi 2395       | 0                |                         |                         | 1½   |
| 7                                  | Mongólia                           | Yanjindulam 2286            | 1                      | Altanolzii 1977          | 1                   | Onorjargal 1958           | 1                |                         |                  | Munchuluun 1969         | 0                       | 3    |
| 8                                  | Lengyelország                      | Soćko 2434                  | ½                      | Rajlich 2404             | 0                   | Zawadzka 2378             | ½                | Majdan 2284             | 0                |                         |                         | 1    |
| 9                                  | Vietnám                            | Lê Thanh Tú 2324            | 1                      | Phạm Lê Thảo Nguyên 2304 | 0                   | Hoàng Thị Bảo Trâm 2250   | 1                | Đặng Bích Ngọc 2186     | ½                |                         |                         | 2½   |
| 10                                 | Oroszország                        | Alekszandra Kosztenyuk 2525 | ½                      | Tatyjana Koszinceva 2513 | 0                   | Nagyezsda Koszinceva 2468 | 0                | Korbut 2459             | ½                |                         |                         | 1    |
| 11                                 | Üzbegisztán                        | Muminova 2240               | 0                      | Sabirova 2185            | 0                   | Gevorgian 2179            | 1                | Nodiryanova 2118        | 1                |                         |                         | 2    |
| Szerzett pontszám (Játszmák száma) | Szerzett pontszám (Játszmák száma) | 7 (11)                      | 7 (11)                 | 5½ (10)                  | 5½ (10)             | 8 (11)                    | 8 (11)           | 5 (9)                   | 5 (9)            | 1 (3)                   | 1 (3)                   |      |
| Teljesítményérték                  | Teljesítményérték                  | 2474                        | 2474                   | 2346                     | 2346                | 2464                      | 2464             | 2306                    | 2306             | 2024                    | 2024                    |      |

## A Nona Gaprindasvili trófea
A Nona Gaprindasvili trófeát az az ország kapja, amelynek csapatai a nyílt és a női versenyen összesen a legtöbb csapatpontot szerezték. Holtverseny esetén a deducted (levont) Sonneborn–Berger-számítás szerinti pontszámuk összegét vették figyelembe.
| Hely. | Nemzet                    | Csapatpontszám nyílt | Csapatpontszám női | Összesen | Össz. dSB |
| ----- | ------------------------- | -------------------- | ------------------ | -------- | --------- |
|       | Ukrajna                   | 17                   | 18                 | 35       | 755,0     |
|       | Örményország              | 19                   | 16                 | 35       | 753,5     |
|       | Amerikai Egyesült Államok | 17                   | 17                 | 34       | 752,5     |
| 4     | Grúzia                    | 16                   | 18                 | 34       | 732,5     |
| 5     | Oroszország               | 16                   | 17                 | 33       | 742,0     |
| 6     | Izrael                    | 18                   | 15                 | 33       | 702,5     |